# Episodi di Bosch (prima stagione)
La prima stagione della serie televisiva Bosch, composta da 10 episodi, ha debuttato con l'episodio pilota il 6 febbraio 2014, mentre i restanti sono stati resi interamente disponibili negli Stati Uniti dal servizio di streaming di Amazon il 13 febbraio 2015.
In Italia, la serie è stata trasmessa sul canale pay Premium Crime dal 24 febbraio al 27 aprile 2016.
In chiaro è andata in onda su TOP Crime dal 30 gennaio al 27 febbraio 2017.
| n° | Titolo originale               | Titolo italiano       | Pubblicazione USA | Prima TV Italia  |
| -- | ------------------------------ | --------------------- | ----------------- | ---------------- |
| 1  | Chapter One: 'Tis the Season   | Un poliziotto scomodo | 6 febbraio 2014   | 24 febbraio 2016 |
| 2  | Chapter Two: Lost Light        | Segreti sepolti       | 13 febbraio 2015  | 2 marzo 2016     |
| 3  | Chapter Three: Blue Religion   | Indagine compromessa  | 13 febbraio 2015  | 9 marzo 2016     |
| 4  | Chapter Four: Fugazi           | Prigioniero in fuga   | 13 febbraio 2015  | 16 marzo 2016    |
| 5  | Chapter Five: Mama's Boy       | Cocco di mamma        | 13 febbraio 2015  | 23 marzo 2016    |
| 6  | Chapter Six: Donkey's Years    | Natale in famiglia    | 13 febbraio 2015  | 30 marzo 2016    |
| 7  | Chapter Seven: Lost Boys       | La casa rifugio       | 13 febbraio 2015  | 6 aprile 2016    |
| 8  | Chapter Eight: High Low        | Alti e bassi          | 13 febbraio 2015  | 13 aprile 2016   |
| 9  | Chapter Nine: The Magic Castle | Il castello magico    | 13 febbraio 2015  | 20 aprile 2016   |
| 10 | Chapter Ten: Us and Them       | Noi e loro            | 13 febbraio 2015  | 27 aprile 2016   |

## Un poliziotto scomodo
- Titolo originale: Chapter One: 'Tis the Season
- Diretto da: Jim McKay
- Scritto da: Michael Connelly e Eric Overmyer

### Trama
Los Angeles. Il detective Harry Bosch si lancia all'inseguimento di un ricercato, pedinandolo fino a un posto isolato in cui gli intima di mettersi in ginocchio. L'uomo non obbedisce e si accinge a prendere qualcosa dalla tasca. Bosch, convinto che stesse estraendo un'arma, gli spara due colpi.
Due anni dopo. In tribunale si apre il processo civile a carico di Bosch per l'uccisione di Roberto Flores. L'accusa nei suoi confronti è eccesso di legittimo intervento, avendo sparato a una persona che si è rivelata essere disarmata. Chiamato al banco dei testimoni dopo il suo partner Edgar, Bosch è messo sotto torchio dal procuratore Chandler che gli fa ammettere di aver festeggiato la morte di Flores con i suoi colleghi, come peraltro i poliziotti fanno abitualmente nei cosiddetti k-party. Già scagionato nell'indagine disciplinare condotta dal dipartimento di polizia, Bosch non può però permettersi una condanna in sede civile che gli potrebbe costare il distintivo. Nonostante sia formalmente sospeso dal servizio, Bosch si fa mettere di turno in quello che si preannuncia un fine settimana tranquillo. Invece arriva la segnalazione del ritrovamento di un osso umano da parte del cane del Dottor Guyot, un medico in pensione. Guidato dal cane, Bosch rinviene altri resti umani appartenenti alla stessa persona che Guyot asserisce essere un bambino. Il caso viene ribattezzato Città delle ossa.
Bosch è tampinato dal giornalista del Los Angeles Times Nate Tyler, il quale sta seguendo il suo processo ed è anche riuscito a vedere i rilievi della polizia. Per far tacere Tyler ed evitare che tutta la stampa venga a sapere su cosa stanno lavorando, Bosch è costretto ad assicurargli l'esclusiva di Città delle ossa. Per staccare dalla macabra scoperta, Bosch invita a bere un drink la poliziotta Julia Brasher, la prima a essere accorsa quando Guyot ha trovato l'osso umano. Julia racconta a Bosch di essere entrata tardi in polizia, avendo lavorato come avvocato nello studio legale di famiglia, esprimendo la propria ammirazione per il suo lavoro di detective della sezione omicidi. Rimproverato perché sta lavorando in barba alla sospensione, Bosch riesce a ottenere dal tenente Billets di poter proseguire le sue indagini, facendo figurare Edgar come titolare dell'inchiesta. Alla ripresa del processo, Bosch deve vedersela con il riemergere di un passato che credeva sepolto. Infatti, il procuratore Chandler svela che sua madre era una prostituta, morta in circostanze mai chiarite quando lui aveva dodici anni, ragion per cui Bosch avrebbe ucciso Flores come vendetta personale contro un magnaccia. Le analisi del patologo rivelano come le ossa rinvenute nel bosco appartengano a un ragazzino di circa dodici anni, vittima di reiterati abusi. Queste terribili coincidenze con il suo vissuto mettono Bosch in forte agitazione.

## Segreti sepolti
- Titolo originale: Chapter Two: Lost Light
- Diretto da: Kevin Dowling
- Scritto da: Michael Connelly e Eric Overmyer

### Trama
Un furgone dell'azienda lavavetri Sunset si aggira per le strade di Hollywood. Il conducente, Raynard Waits, è fermato dalla polizia perché la targa non risulta registrata e, come se non bastasse, sul retro del veicolo è rinvenuto un cadavere. Arrestato, Waits si professa innocente e afferma di non sapere nulla del cappuccio e del taser trovati a bordo.
Bosch accusa il capitano Harvey Pounds, con cui non è mai andato d'accordo, di aver passato il suo fascicolo alla Chandler per accelerarne l'incriminazione. Il dipartimento preme affinché Bosch patteggi per chiudere questa triste vicenda e salvaguardare il buon nome della polizia, ma il detective è determinato ad andare fino in fondo. Sul fronte Città delle ossa Bosch ed Edgar individuano un potenziale sospettato, Nicholas Trent, attrezzista per il cinema che in passato era stato accusato di molestie sessuali. Con la scusa di andare in bagno, Bosch si aggira per la casa di Trent e in cantina scova oggetti appartenuti a ragazzini di età compresa tra i 9 e 12 anni, più o meno l'età della vittima sepolta. Le giustificazioni di Trent, il quale rammenta a Bosch ed Edgar il suo lavoro nel cinema, non convince i due detective. Julia si ritrova in una situazione molto simile a quella di Bosch, avendo sparato a un sospettato in fuga. Julia confida a Bosch di sospettare che i colleghi supervisori maschi stiano cercando di intralciare la sua carriera, facendole rapporto per ogni singola questione. Bosch e Julia finiscono a letto insieme, ma il detective puntualizza che è meglio mantenere il riserbo su quanto è successo, alla luce dei problemi che scaturirebbero per entrambi.
La posizione di Waits si aggrava. L'esame condotto dalla scientifica ha identificato sul cappuccio ben sette DNA diversi, sei dei quali appartenenti a un uomo e l'ultimo a una donna. A questo punto, materializzandosi il rischio della pena di morte, Waits decide di collaborare per ottenere l'ergastolo e offre la posizione dei corpi delle sue vittime. Inoltre, Waits si autoaccusa del delitto del ragazzino trovato nel Grand Canyon, luogo che asserisce essere stato la location ideale di tutti i suoi omicidi. Billets perora la causa di Bosch davanti al vicecapo della polizia Irving, portando alla sua conoscenza il sospetto che Pounds possa aver complottato con la Chandler contro di lui. L'avvocato di Trent telefona in centrale perché non riesce a contattare il suo cliente, convinto che si trovi in stato di fermo. Bosch ed Edgar si precipitano a casa di Trent, trovandolo impiccato.

## Indagine compromessa
- Titolo originale: Chapter Three: Blue Religion
- Diretto da: Kevin Dowling
- Scritto da: Diane Frolov e Andrew Schneider

### Trama
Uscito dalla casa di Nicholas Trent, Bosch incrocia Nate Tyler e lo incolpa di aver causato, con la sua morbosa curiosità, il suicidio dell'uomo. Bosch spera di potersi rilassare tra le braccia di Julia, ma il loro incontro non va per il verso giusto perché iniziano a discutere dei rispettivi problemi di lavoro. In particolare, Bosch sottolinea come sia stata imprudente ad abbandonare il suo partner, sentendosi replicare che lui è l'ultima persona a poterle dare lezioni. Nel frattempo, il processo a carico di Bosh si avvia alle battute finali, con le arringhe di accusa e difesa.
Irving ordina la diramazione di un comunicato in cui si attribuisce il delitto del canyon a Trent. Bosch non è dello stesso avviso e continua a indagare con Edgar, spulciando i casi dei ragazzini scomparsi a Los Angeles negli ultimi decenni. Una pista molto promettente è quella di Arthur Delacroix, un dodicenne che viveva in un contesto familiare piuttosto problematico, fatto di abusi e aggressioni piuttosto frequenti. Bosch va a parlare con la sorella di Delacroix, ricevendo una fotografia di Arthur che mostra al medico patologo, il quale asserisce che con ogni probabilità si tratta del bambino sepolto nel canyon. Bosch è convocato dal procuratore distrettuale Rick O'Shea che, avendo saputo della sua indagine su Città delle ossa, lo ragguaglia a proposito delle confessioni di Raynard Waits, dichiaratosi colpevole dell'omicidio di Delacroix. O'Shea confida a Bosch di voler chiudere il caso in fretta perché sta meditando di candidarsi a sindaco di Los Angeles e la condanna di un pericoloso serial killer lo aiuterebbe molto nella campagna elettorale. Bosch si rappacifica con Julia, riprendendo le loro attività sessuali.
Bosch resta convinto che il vero colpevole del delitto di Arthur sia ancora a piede libero. Per appurare che non si tratti di Waits, Bosch ed Edgar si recano in carcere per interrogarlo alla presenza del suo avvocato d'ufficio. Waits riferisce di aver ucciso innumerevoli ragazzini, prelevati con il suo camion lavavetri e portati in un "posto speciale" sul canyon, con Arthur Delacroix che è stato la sua prima vittima. Bosch prova a scendere nei dettagli, chiedendo a Waits di che colore fosse lo yo-yo da cui Arthur non si separava mai. Quando Waits svicola dalla risposta, Bosch ha la prova che non può essere stato lui a ucciderlo. Edgar non è dello stesso avviso, in quanto successivamente Waits ha menzionato un altro oggetto che effettivamente è stato trovato tra le ossa nel canyon. Bosch non sa a che cosa credere.

## Prigioniero in fuga
- Titolo originale: Chapter Four: Fugazi
- Diretto da: Ernest Dickerson
- Scritto da: George Pelecanos e Michael Connelly

### Trama
Bosch ed Edgar giocano a golf, con la scusa di poter osservare il padre di Arthur Delacroix. Ritenendolo poco affidabile perché evidentemente fuori controllo, i due detective decidono di recarsi dalla sua ex moglie Christine, nel frattempo sistematasi in una lussuosa villa frutto del suo secondo matrimonio. Christine fornisce loro la prova di cui avevano bisogno per confermare oltre ogni dubbio che le ossa appartengano ad Arthur. Il sergente Mankiewicz, soprannominato Mank, riferisce a Bosch che l'agente di pattuglia la sera in cui è stato fermato Waits era George Irving, figlio del vicecapo della polizia, il quale ora rischia di subire rapporto dal suo partner per aver condotto l'azione irregolarmente.
Il processo si chiude positivamente per Bosch, condannato a risarcire la cifra simbolica di 1 $. Mentre il dipartimento di polizia tira un sospiro di sollievo, Bosch invece non è affatto contento perché sperava nell'assoluzione e viene provocato da Chandler, convinta che prima o poi si rivedranno in tribunale. O'Shea autorizza l'uscita dal carcere di Waits per un sopralluogo nel luogo in cui avrebbe sepolto le sue vittime, una pura operazione di marketing politico che fa gioco al procuratore distrettuale. Irving incarica Bosch di sorvegliare l'uscita di Waits, facendo attenzione che la situazione non sfugga di mano. Tuttavia, l'irresponsabile O'Shea ordina che a Waits siano tolte le manette dopo che costui è caduto di faccia, riportando una brutta ferita al naso. Approfittando di un attimo di distrazione dell'agente che lo stava scortando, Waits riesce a fuggire dopo aver sparato al detective Moore e al vice di O'Shea. Bosch si lancia all'inseguimento di Waits, senza però riuscire ad acciuffarlo. Nonostante le responsabilità maggiori siano evidentemente in carico a O'Shea, Irving se la prende con Bosch per non aver adempiuto al suo dovere di vigilare su Waits.
Andato in ospedale a trovare Moore, scherzosamente soprannominato Stanlio perché fa coppia fissa con il suo partner Johnson (Ollio), Bosch promette al collega che farà di tutto per acciuffare Waits. Quest'ultimo raggiunge il suo covo, dal quale inizia a progettare le sue prossime mosse.

## Cocco di mamma
- Titolo originale: Chapter Five: Mama's Boy
- Diretto da: Ernest Dickerson
- Scritto da: William N. Fordes

### Trama
Il dipartimento allestisce una task force per catturare Waits. Irving comunica a Bosch che non ne farà parte, avvertendolo che O'Shea ha già iniziato a far girare la voce secondo cui la colpa della fuga del killer è sua. A guidare la task force è chiamato il capitano Pounds. Nel frattempo, Waits raggiunge la casa dell'anziana madre, la quale è evidentemente all'oscuro dei suoi trascorsi e lo chiama David. Waits le annuncia che intende fermarsi con lei per un po' di tempo, trascorrendo insieme le vacanze natalizie.
Bosch ed Edgar decidono che è venuto il momento di sentire Sam Delacroix, il padre di Arthur. L'uomo, evidentemente ubriaco, dichiara di essere stato lui vent'anni prima a picchiare Arthur e ucciderlo, seppellendolo in cima al canyon. Di fronte a una confessione, pur se con tutti i limiti del caso, i detective sono costretti ad arrestarlo e condurlo in centrale. Bosch non è affatto del parere che sia stato Sam a uccidere il figlio. Per provarlo manda Edgar, che ha la stessa età di Sam all'epoca dei fatti, a scalare il canyon portando un manichino sulle spalle. Pur essendo un tipo atletico, Edgar si ferma a neanche metà percorso, dando così a Bosch la certezza che Sam ha mentito. Tuttavia, perlustrando la casa di Sam, Bosch trova una lettera nascosta sotto la fodera di un cassetto che proverebbe abusi sessuali dell'uomo nei confronti dell'altra figlia, Sheila.
Waits abborda un prostituto per strada e lo porta in un motel, dove lo uccide strangolandolo.

## Natale in famiglia
- Titolo originale: Chapter Six: Donkey's Years
- Diretto da: Roxann Dawson
- Scritto da: Jennifer Ames e Steve Turner

### Trama
Mentre la polizia rinviene il cadavere del prostituto ucciso da Waits, costui inizia a contattare Bosch per provocarlo sul fatto che non riuscirà a prenderlo. Il detective gli prospetta tre opzioni: finire nel braccio della morte, suicidarsi oppure lasciare che sia lui a sparargli, facendo la fine di Flores. Bosch mostra a Sam Delacroix le fotografie di Sheila rinvenute in casa sua, riferendogli anche di aver appurato che non può essere stato lui a trascinare il cadavere del figlio su per il canyon. Non avendo abbastanza elementi per poterlo arrestare, Bosch chiede a Sam di identificare i ragazzini che Arthur frequentava appena prima di scomparire. Bosch riceve una nuova telefonata da Waits, il quale si è fatto immortalare dalla telecamera di un negozio prima di uccidere la cassiera.
Bosch è invitato dall'ex moglie Eleanor Wish a trascorrere il Natale a Las Vegas con la figlia adolescente Maddie. Bosch accetta la proposta, non solo perché è passato molto tempo dall'ultima volta in cui ha visto Maddie, ma anche per chiedere un'opinione su Waits a Eleanor, ex profiler dell'FBI che adesso lavora come croupier. Eleanor riconosce come il nome Raynard Waits corrisponda a Renart la volpe, personaggio della letteratura medievale francese. Nonostante stare con Maddie lo renda felice, una svolta improvvisa nel caso Waits costringe Bosch a tornare a Los Angeles. Irving è in possesso dell'unica copia del video che inchioda O'Shea alle sue responsabilità per quanto concerne la fuga di Waits. Usando il filmato come arma di ricatto, Irving appoggerà la candidatura a sindaco di O'Shea che, una volta eletto, lo dovrà nominare capo della polizia.
Sam Delacroix ha identificato uno dei ragazzi del canyon come Johnny Stokes. Bosch e Julia si presentano nella sua lavanderia per arrestarlo, ma l'uomo si dà alla fuga verso il parcheggio sotterraneo. Julia lo tiene sotto tiro con la pistola, ma all'improvviso parte un colpo che ferisce la poliziotta. Bosch interviene per aiutare la collega, soccorsa dall'ambulanza, portando Stokes in centrale.

## La casa rifugio
- Titolo originale: Chapter Seven: Lost Boys
- Diretto da: Alex Zakrzewski
- Scritto da: Joe Gonzalez e Eric Overmyer

### Trama
Interrogando Stokes, Bosch ha la certezza che non è stato lui a sparare a Julia, bensì è stata lei stessa ad autocolpirsi. Questo mette il detective in una posizione difficile, poiché non può esimersi dal denunciare la collega che però, subendo il terzo rapporto, vedrebbe la propria carriera a forte rischio. Andato a trovarla in ospedale, Bosch cerca di farla ragionare sulle possibili conseguenze delle sue azioni, non essendo probabilmente quello di poliziotta il lavoro giusto per lei. Julia non prende bene queste parole, tacciando Bosch di ipocrisia perché lui stesso non ha avuto i nervi altrettanto saldi nel caso Flores, oltre al fatto che si sta comportando da sessista come tutti i colleghi uomini. Per evitare un nuovo imbarazzo al dipartimento, Bosch non ha altra alternativa che rilasciare Stokes.
Waits deve fare i conti con il peggiorare delle condizioni di salute della madre, trovata riversa a terra dopo una caduta in casa. La donna ha un principio di demenza senile, vagheggiando di voler imparare il francese da un vecchio libro letto mille volte. Dietro insistenza della madre, Waits si reca in farmacia per comprarle una medicina di cui ha bisogno. Troppo nervoso perché teme di essere riconosciuto, Waits esce a caccia di una nuova vittima che individua in un ragazzo ubriaco. Stavolta però Waits ha fatto male i conti, dato che l'uomo riesce a divincolarsi dal suo tentativo di soffocarlo e lo costringe alla fuga. Nel frattempo, Bosch indaga sulla passione di Waits verso le vecchie catacombe parigine. Edgar riceve il filmato di una conversazione con Waits, il quale affermava di essere cresciuto nella Buca. Bosch resta spiazzato, trattandosi dello stesso orfanatrofio in cui è stato anche lui dopo la morte della madre e dentro il quale ha subito le violenze che ogni tanto riaffiorano. Dopo che Irving lo ha assegnato al caso Waits, Bosch ordina che tutti i registri dell'orfanatrofio siano scandagliati a caccia della verità. Senza essere visto, Bosch preleva il fascicolo che lo riguarda.
Preso atto che la presenza della madre rischia di essere un intralcio per i suoi piani, Waits prende la sofferta decisione di soffocarla con il cuscino, dicendole di amarla.

## Alti e bassi
- Titolo originale: Chapter Eight: High Low
- Diretto da: Matt Earl Beesley
- Scritto da: William N. Fordes e Tom Smuts

### Trama
Eleanor informa Bosch che Maddie è stata coinvolta in un incidente automobilistico, con alla guida un amico da poco patentato. Bosch accusa l'ex moglie di scarsa sorveglianza nei confronti della figlia, subendo l'inevitabile replica di essere stato finora tutt'altro che presente per la ragazza. Esaminando il suo fascicolo personale, Bosch nota che i bambini sbattuti in isolamento erano indicati con un codice, lo stesso che dovrebbe avere anche il dossier di Waits. Il tecnico della scientifica Antoine Jasper ha trovato le iniziali di Arthur Delacroix sul fondo del suo skateboard, risalente all'anno precedente la sua scomparsa, che era stato rinvenuto in casa di Trent. Inoltre, Jasper si assume la responsabilità di aver risposto a una telefonata, fornendo a Waits l'informazione sulla stella marina che gli ha consentito di uscire dal carcere. Julia rientra al lavoro, ma il capitano Pounds le comunica che deve fare rapporto contro Bosch per la loro relazione sessuale, altrimenti non potrà riprendere il servizio attivo. Irving convince il carismatico Reverendo Ott ad appoggiare la candidatura di O'Shea a sindaco.
Bosch chiede a Guyot dei ragazzini che giocavano sul canyon, ricevendo la dritta di provare a sentire i Blaylock, suoi vecchi vicini di casa che avevano dei bambini in affido. I Blaylock affermano di aver avuto in affidamento Stokes, il quale si appropriò dello skateboard di Arthur che successivamente i genitori affidatari hanno venduto al loro vicino di casa Trent. Di ritorno dai Blaylock, Bosch è chiamato da Edgar sulla scena del nuovo delitto commesso da Waits. Ad aver perso la vita è Monica Reynolds, una prostituta uccisa nello stesso modo in cui è morta la madre di Bosch, il cui cadavere fu trovato in un cassonetto della spazzatura. O'Shea informa Irving di aver incontrato in via ufficiosa il reverendo Ott, la cui richiesta in cambio dell'appoggio della comunità afroamericana è un posto nella commissione della polizia.
Bosch chiede i fascicoli relativi al caso di Marjorie Lowe, sua madre.

## Il castello magico
- Titolo originale: Chapter Nine: The Magic Castle
- Diretto da: Alex Zakrzewski
- Scritto da: Diane Frolov e Andrew Schneider

### Trama
Il dipartimento spicca un mandato di cattura nei confronti di Stokes, accusato del delitto di Arthur Delacroix. Billets rivela a Bosch di trovarsi nella sua stessa situazione, avendo anche lei una relazione con una collega detective, quindi è opportuno per entrambi stare più attenti. Waits telefona a Bosch per avvertirlo che la loro lotta sta per giungere all'epilogo in cui uno dei due non sopravvivrà. Convinto che il detective stia riuscendo a mettere insieme tutti i pezzi, Waits rapisce una giovane madre e lascia un biglietto di "buon Capodanno" per Bosch. Quest'ultimo chiede l'opinione di Eleanor, secondo cui la ragione del male che pervade Waits va cercata nel rapporto morboso con la madre.
Scartabellando tra i documenti dell'orfanatrofio, Bosch e la sua squadra individuano alcuni profili potenzialmente vicini a quello di Waits. L'occhio di Bosch cade su un ragazzo che era stato affidato a un'insegnante di francese. Bosch ed Edgar si dirigono alla casa della donna, trovandola morta da diversi giorni nella stessa posizione in cui l'aveva lasciata Waits. Mentre Edgar chiama i rinforzi, Bosch si dirige verso il tunnel che conduce al "castello" di Waits in cui costui lo sta aspettando con la donna sequestrata. Waits inizia a farneticare sul forte legame che esiste tra loro due, forgiati dallo stesso passato difficile. Bosch precede Waits, sparandogli al petto giusto nel momento in cui arriva il resto della squadra.
Pounds ordina all'ufficio stampa di attribuire al dipartimento il merito della cattura di Waits, mentre Bosch è stato il mero esecutore del piano di cattura. Irving rivela a Bosch che la pistola di Waits era scarica, quindi il serial killer ha realizzato il suo scopo di essere ucciso da un poliziotto.

## Noi e loro
- Titolo originale: Chapter Ten: Us and Them
- Diretto da: Thomas Carter
- Scritto da: Michael Connelly e T.L. Lankford

### Trama
Bosch è mandato dalla dottoressa Garcia, la psicologa del dipartimento, che lo dichiara idoneo al servizio. I resti di Arthur Delacroix sono seppelliti, ma la sorella Sheila se la prende con Bosch perché le violenze che ha dovuto subire resteranno impunite. O'Shea si rivolge al grand jury per ottenere la distruzione del video in possesso di Irving. Eleanor avvisa Bosch che Maddie è scomparsa, dopo una lite in cui la ragazza ha detto di voler andare dal padre. Bosch la aspetta alla stazione, vedendola puntualmente scendere da un autobus, e la rimprovera per aver fatto stare in pensiero sua madre. Nonostante questo, Bosch ne approfitta per trascorrere alcuni giorni di svago in compagnia della figlia.
Analizzando i dossier su Stokes, Bosch nota come figuri spesso un tizio di nome Joseph Olivas che gli ha fatto da garante e procurato un lavoro. Olivas è un palazzinaro che assolda gente come Stokes per "ripulire" gli edifici da rivendere. Finalmente Bosch ed Edgar riescono ad acciuffare Stokes, il quale afferma che la morte di Arthur è stata solamente un incidente. Purtroppo non è possibile procedere contro Stokes, poiché il reato è stato commesso quando era minorenne ed è ormai prescritto. Uscito dalla sala colloqui, Bosch è avvicinato da Pounds che lo provoca sul non essere riuscito a condannare Stokes. Quando cerca di scansarlo, Pounds gli tocca il braccio e Bosch lo colpisce con un violento pugno, mandandolo a sbattere contro il vetro. Convinto di essere destinato al licenziamento, Bosch raduna i suoi effetti personali e lascia il dipartimento.
Maddie torna a casa con Eleanor, dicendosi felice dei giorni passati con suo padre. Sam Delacroix uccide Stokes, ottenendo quella giustizia che non avrebbe mai avuto dalla polizia.